# Лига Европы УЕФА
Ли́га Евро́пы УЕФА (англ. UEFA Europa League) — ежегодный международный турнир по футболу среди клубов, основанный в 1971 году под названием Кубок УЕФА (англ. UEFA Cup). Считается вторым по значимости турниром для футбольных клубов, входящих в УЕФА (Союз европейских футбольных ассоциаций), после Лиги чемпионов. В розыгрыше Лиги Европы принимают участие клубы, занявшие по окончании сезона национального чемпионата определённые места в турнирной таблице, в зависимости от рейтинга УЕФА, а также победители национальных кубков, если они не завоевали право участия в Лиге чемпионов по итогам национального чемпионата (с сезона 2015/16 финалист национального кубка не попадает в Лигу Европы (по линии кубка) ни при каких обстоятельствах, даже если победитель кубка завоевал право на участие в Лиге чемпионов по итогам национального чемпионата).
С момента первого розыгрыша в сезоне 1971/72 и по сезон 2008/09 турнир назывался Кубком УЕФА (англ. UEFA Cup). До сезона 1998/99 в этом турнире не принимали участие клубы-обладатели национальных кубков, так как существовал Кубок обладателей кубков УЕФА, который на то время считался вторым по значимости после Лиги чемпионов УЕФА, но в результате слияний Кубка УЕФА и Кубка обладателей кубков УЕФА появился единый турнир со старым названием — Кубок УЕФА. С сезона 2009/10 он получил название Лига Европы УЕФА с изменением формата турнира по аналогии с Лигой чемпионов.
Предшественником Кубка УЕФА считается Кубок ярмарок, но УЕФА официально не признаёт этот турнир, и, следовательно, победы в этом турнире не признаются победами в Кубке УЕФА. Ярким примером тому является «Лидс Юнайтед», который дважды является обладателем Кубка ярмарок, но не признаётся УЕФА как клуб, выигравший еврокубок.
С сезона 2004/05 в розыгрыше турнира был добавлен групповой этап, перед стадией плей-офф. С 2009 года в результате ребрендинга еврокубков, произошло объединение Кубка УЕФА с Кубком Интертото, произошло расширение формата конкурса, в результате добавления команд из Кубка Интертото, которые начинают розыгрыш с четырёх квалификационных раундов. Победитель Лиги Европы имеет право участвовать в Суперкубке УЕФА и Лиге чемпионов следующего сезона.
Первым победителем турнира является лондонский «Тоттенхэм Хотспур», обыгравший по результатам двух матчей другой английский клуб «Вулверхэмптон Уондерерс» с общим счётом 3:2 в 1972 году. В общей сложности титул победителя этого турнира был завоёван 26 различными клубами, 11 из которых завоевали его более одного раза. Испанская «Севилья» является обладателем рекорда по количеству побед в турнире, выиграв его 7 раз (при этом не проиграв ни одного финала, в котором участвовала): в 2006, 2007 и 2014, 2015, 2016, 2020, 2023 годах. Испанские клубы являются рекордсменом по количеству побед в турнире — 13 раз.
Испанский футбольный клуб «Атлетико Мадрид», английские клубы «Ливерпуль» и «Тоттенхэм Хотспур», а также итальянские клубы «Ювентус» и «Интернационале» выигрывали данный турнир по 3 раза. Французский клуб «Олимпик Марсель» и португальская «Бенфика» проигрывали в финальных матчах чаще других клубов — 3 раза, также шесть других клубов проигрывали в финальных матчах по 2 раза: «Атлетик Бильбао», «Эспаньол», «Арсенал», «Манчестер Юнайтед», «Боруссия Мёнхенгладбах», «Боруссия Дортмунд» и «Интернационале».
Действующий победитель турнира — английский «Тоттенхэм Хотспур», завоевавший свой 3-й трофей в истории, обыграв в финале другой английский клуб «Манчестер Юнайтед» со счётом 1:0.

## История

### Предыстория
Предшественником Кубка УЕФА является Кубок ярмарок, который был организован 18 апреля 1955 года. Турнир проводился с 1955 по 1971 год. Идея создания этого турнира принадлежит Эрнсту Томмену, совместно с Отторино Баррази и Стэнли Роузом. В первом розыгрыше действовал принцип «Один город — одна команда». В нём приняли участие команды Барселоны, Базеля, Бирмингема, Копенгагена, Франкфурта, Лозанны, Лейпцига, Лондона, Милана и Загреба. Первый розыгрыш длился три года с 1955 по 1958 год, поскольку матчи проводились во время ярмарок. В Кубке ярмарок сезона 1955/58 участвовало 10 команд, между которыми было сыграно 23 матча. Сборная Барселоны является первым обладателем этого кубка, одолев в финале Сборную Лондона с общим счётом 8:2 по результатам двух матчей.
Во втором розыгрыше Кубка ярмарок сезона 1958/60 организаторы решили задействовать только профессиональные клубы, причём команды по-прежнему должны были представлять города, где проходили ярмарки. Число команд увеличилось до 16, после чего турнир стал проводиться каждый год. К 1962 году количество участников возросло до 32, а в сезоне 1968/69 в розыгрыше участвовало 64 команды. Поначалу в Кубке Ярмарок доминировали команды с юга Европы. «Барселона» выиграла 3 раза, «Валенсия» — 2 раза. В 1968 году «Лидс Юнайтед» стал первым клубом из северной Европы, который завоевал трофей, после чего в Кубке ярмарок в течение пяти лет побеждали английские команды. Этот турнир достиг такой важности на европейской футбольной арене, что в конце концов он был «захвачен» УЕФА, и в следующем сезоне он стал проводиться под новым названием, Кубок УЕФА. УЕФА не признаёт кубок ярмарок официально только потому что турнир проходил не под их эгидой.

### С 1972 по 2009 год
В сезоне 1971/72 прошёл первый розыгрыш Кубка УЕФА. Победителем турнира стал лондонский «Тоттенхэм Хотспур», обыгравший по результатам двух матчей другой английский клуб «Вулверхэмптон Уондерерс» с общим счётом 3:2. Турнир сменил название, поскольку отныне проводился под эгидой УЕФА и больше никак не был связан с ярмарками. В 70-е годы в рамках этого турнира клубы из Германии, Нидерландов, Бельгии и Швеции успешно соперничали с английскими командами. С 1968 по 1984 год лишь один итальянский клуб, туринский «Ювентус», сумел прервать гегемонию клубов с севера, выиграв Кубок УЕФА сезона 1976/77.
После двух подряд побед «Реал Мадрида» в 1985 и 1986 годах, на первый план вышли итальянские клубы. Победа «Наполи» в 1989 году положила начало восьми триумфам и ещё шести финалам итальянских команд в Кубке УЕФА в течение 11 сезонов, причём «Интернационале» завоёвывал кубок трижды, однако после 1999 года представители Италии ни разу не доходили до финала. В 2000 году победу одержал «Галатасарай», который стал первым турецким клубом, выигравшим турнир на европейской арене.
Первые 25 лет розыгрыша турнира, за исключением 1964 и 1965 годов, победитель определялся по результатам двух матчей, по одному на стадионе каждого участвующего клуба, но в 1998 году был введён одноматчевый финал на нейтральном поле. «Интернационале» победил «Лацио» на стадионе «Парк де Пренс» в Париже. «Ювентус», «Интернационале» и «Ливерпуль» являются обладателями рекорда по количеству побед в турнире, выиграв его по три раза.
Начиная с сезона 1999/00 в Кубке УЕФА стали принимать участие и победители национальных кубков, поскольку Кубок обладателей кубков УЕФА был упразднён. Кроме того, в Кубок УЕФА стали попадать клубы, потерпевшие неудачу в третьем квалификационном раунде Лиги чемпионов УЕФА, и те, кто занял третьи места в своих группах (кроме того, в сезонах 1994/95—1996/97 чемпионы стран (национальных футбольных ассоциаций), чьи национальные футбольные ассоциации занимали в таблице коэффициентов УЕФА места с 25-го по 48-е, не играли в Лиге чемпионов, а попадали в Кубок УЕФА). В сезоне 2004/05 в Кубке УЕФА появился групповой этап на 40 клубов, каждый из которых проводил на данной стадии по четыре игры.
Четыре команды выиграли Кубок УЕФА, а также их внутренний чемпионат и национальный кубок в одном сезоне, это, «Гётеборг» в 1982, «Галатасарай» в 2000, «Порту» в 2003 и 2011 и ЦСКА Москва в 2005 годах. Это достижение называется «требл», а «Галатасарай» выиграл ещё и Суперкубок УЕФА. Кроме того, «Тоттенхэм Хотспур», «Боруссия Мёнхенгладбах», «Гётеборг» (дважды), «Аякс», «Галатасарай» и «Фейеноорд» являются командами, которые выиграли кубок без единого поражения в победной кампании. «Эспаньол» является единственным финалистом, который дошёл до финала без поражений, но проиграл в финале. «Гётеборг» сыграл 25 матчей подряд в Кубке УЕФА в период с 1980 по 1987 год без единого поражения, в том числе.
| Логотипы           |                    |                    |                    |                                |  |  |  |  |  |
|                    |                    |                    |                    |                                |  |  |  |  |  |
| C 1971 по 2004 год | C 2004 по 2009 год | C 2009 по 2015 год | C 2015 по 2021 год | C 2021 года по настоящее время |  |  |  |  |  |

## Трофей
Трофей представляет собой серебряную чашу весом 15 килограммов. Оригинальный кубок на мраморной подставке был изготовлен в миланской мастерской Бертони к финалу 1972 года. У него нет ручек, благодаря чему трофей выглядит просто и элегантно. Фигуры ведущих борьбу за мяч игроков в основании несут не только декоративную функцию, но и придают устойчивость конструкции — на их плечи опирается восьмигранный кубок с эмблемой УЕФА.
Интересным фактом является то, что сам сосуд Кубка УЕФА не является герметичным, в связи с чем в него невозможно налить какую-либо жидкость, поэтому игроки команды-победительницы данного соревнования лишены возможности традиционного распития шампанского из завоёванного трофея.
Трофей Лиги Европы УЕФА является переходящим кубком. До реформы соревнования в соответствии с правилами УЕФА победитель турнира получал оригинал кубка после трёх побед в турнире подряд или после пятой победы, независимо от того, были ли они одержаны одна за другой. Отсчёт цикла побед производился с момента предыдущей передачи трофея на вечное хранение. После этого начинался новый цикл. До настоящего момента выполнить указанные требования смогла только испанская «Севилья», 19 мая 2016 года выиграв третий финал подряд. Клуб, выигравший Лигу Европы УЕФА и не соответствующий перечисленным выше критериям, имел право хранить трофей у себя в течение следующего сезона и должен был вернуть его УЕФА за два месяца до следующего финала. Также победитель турнира получал копию трофея размером в 4:5 оригинала. По новым правилам, вступившим в силу с сезона 2009/10, трофей хранится в УЕФА вечно, каждому победителю вручается полноразмерная копия кубка. Клуб, становившийся победителем турнира три сезона подряд или одержавший всего пять побед, особо отмечается в признании заслуг, оригинальный трофей, в отличие от действовавших ранее правил, клубу не оставляется.

## Гимн
С марта по май 2009 года в Парижской опере под руководством композитора Йохана Цвейга, был записан Гимн Лиги Европы УЕФА. Эта композиция для обновлённого турнира впервые была официально представлена на Форуме Гримальди 28 августа 2009 года, перед розыгрышем группового этапа.
Гимн звучит на стадионе перед каждой игрой Лиги Европы УЕФА, а также перед каждой телевизионной трансляцией матчей Лиги Европы — как музыкальный элемент открытия турнира.
Йохан Цвейг сам надеется, что его гимн добьётся, с точки зрения мирового признания, таких же успехов, как и Гимн Лиги чемпионов УЕФА.
В связи с ребрендингом компетенции турнира, с сезона 2015—2016 года используется новый гимн, записанный в Берлине Михаэлем Кадельбахом.

## Формат

### Квалификация
| Место | Игрок                 | Игры |
| ----- | --------------------- | ---- |
| 1     | Джузеппе Бергоми      | 96   |
| 2     | Франк Рост            | 90   |
| 3     | Димитриос Салпингидис | 76   |
| 4     | Младен Петрич         | 73   |
| 5     | Жуан Перейра          | 71   |
| 6     | Вальтер Дзенга        | 69   |
| 6     | Атиба Хатчинсон       | 69   |
| 8     | Валид Бадир           | 67   |
| 9     | Энцо Шифо             | 66   |
| 9     | Пепе Рейна            | 66   |
| 9     | Тимми Симонс          | 66   |

Квалификация для участия в конкурсе базируется на основе таблицы коэффициентов УЕФА, старт в турнире с более высоких раундов предоставляется командам из стран, которые являются по рейтингу более успешными. Каждая ассоциация имеет стандартное количество квалифицируемых команд, в количестве трёх клубов, за исключением стран в рейтинге с 7 по 9 место, у которых в сезонах 2009—2015 годов имелось четыре представителя, стран с 52 по 53 место, выставляющих по два клуба, и страны, замыкающей рейтинг (54-е место), которая наряду с Лихтенштейном делегирует по одному клубу. Представительство одной из ассоциаций с рангом 1—3 в таблице коэффициентов УЕФА может возрасти до 4-х команд в ситуации, когда оба победителя Еврокубков предыдущего сезона, представляющие эту ассоциацию, попадают в Лигу чемпионов, но не квалифицируются в Еврокубки через национальные турниры данной ассоциации, что приводит к переводу 4-й команды чемпионата этой ассоциации в групповой этап Лиги Европы УЕФА из Лиги чемпионов УЕФА (но для топ-4 стран общая квота не может больше 7 команд, не считая команды, отобранных по Рейтингу Fair play) . Как правило, путёвки в Лигу Европы УЕФА получают клубы, которые заняли во внутреннем чемпионате места после команд, квалифицировавшихся в Лигу чемпионов УЕФА, и победители национальных кубков. В некоторых странах путёвки в Лигу Европы получают победители национальных Кубков лиги, например, Англия и Франция.
Действующий победитель турнира вплоть до начала сезона 2014/2015 имел право квалифицироваться в следующий розыгрыш, если он не смог квалифицироваться по итогам сезона в национальном чемпионате или кубке.
Возможны ситуации, когда одна из команд имеет право на участие сразу в двух турнирах — в Лиге чемпионов УЕФА и Лиге Европы УЕФА, например, когда клуб выигрывает «золотой дубль» во внутреннем первенстве. В подобных случаях приоритет отдаётся участию в Лиге чемпионов УЕФА. Если клуб выиграл национальный чемпионат и кубок, то вплоть до сезона 2014/2015, «путёвку» в Лигу Европы УЕФА получал второй финалист национального кубка, а начиная с сезона 2015/2016 в этом случае все места в Лигу Европы УЕФА распределяются между командами, занявшими во внутреннем чемпионате места вслед за командами, квалифицировавшимися в Лигу чемпионов УЕФА.
До сезона 2015/2016 включительно, ещё три «путёвки» в Лигу Европы УЕФА получают национальные ассоциации, которые являются лидерами в Рейтинге Fair Play. Три ассоциации автоматически получают места в розыгрыше, если их рейтинг составляет не менее 8. Критериями оценки рейтинга являются: приверженность к атакующему футболу, уважение по отношению к сопернику и судьям, поведение зрителей и представителей команды, а также количество полученных жёлтых и красных карточек. Национальная ассоциация предоставляет «путёвку» клубу, который в национальном рейтинге Fair Play занимает наивысшее место. Если в национальном рейтинге Fair Play лидером является клуб, который уже квалифицировался в еврокубки, то «путёвку» получает следующий клуб из рейтинга, не попавший в зону еврокубков. В начале применения данной практики команда национальной ассоциации — лауреата Рейтинга Fair Play отбиралась, исходя из турнирной таблицы национального чемпионата: место в Кубке УЕФА получала лучшая из не попавших в «зону Кубка УЕФА» команда.
В последнее время клубы, потерпевшие неудачу в Третьем квалификационном раунде и раунде плей-офф Лиги чемпионов УЕФА, а также занявшие третьи места в своих группах, присоединяются к Лиге Европы УЕФА на различных этапах.

### Исторические форматы
Турнир традиционно проводился по системе плей-офф. Все раунды проводились по результатам двух матчей, включая финал. Начиная с сезона 1997/98, стал проводиться одноматчевый финал на нейтральном поле.
До сезона 2004/05 турнир состоял из одного отборочного раунда и серии плей-офф. 16 проигравших команд в третьем квалификационном раунде Лиги чемпионов УЕФА вступали в первом раунде Кубка УЕФА, а позже в турнир добавлялись команды, занявшие третье место в групповом этапе Лиги чемпионов УЕФА.
С сезона 2004/05 турнир начинался с двух квалификационных раундов, которые проводились в июле и августе. Клубы из национальных ассоциаций, занимавших в таблице коэффициентов УЕФА места ниже 18-го, участвовали в первом отборочном раунде, затем во втором отборочном раунде добавлялись клубы из стран с 9-го по 18-е место. Кроме того, три места в первом отборочном раунде были зарезервированы за победителями рейтинга Fair Play и одиннадцать мест во втором отборочном раунде — за победителями третьего раунда Кубка Интертото.
К победителям отборочных раундов добавлялись команды стран с 1-го по 13-е места, которые выступали в первом раунде. Кроме того, на этом этапе присоединялись клубы, проигравшие в третьем квалификационном раунде Лиги чемпионов УЕФА и действующий обладатель Кубка УЕФА, если он не получил право на участие в Лиге чемпионов УЕФА. В общей сложности в первом раунде участвовало 80 команд.
После первого раунда 40 победителей разделялись на восемь групп по пять команд в каждой. В отличие от Лиги чемпионов УЕФА, на групповом этапе Кубка УЕФА клубы играли с каждым соперником по одной игре, при этом каждый клуб играет две домашние и две выездные игры. Первые три команды в каждой из восьми групп квалифицировались в плей-офф, а также восемь команд, занявшие третьи места в групповом этапе Лиги чемпионов УЕФА. После чего 32 клуба играли в 1/16 финала, где победитель каждого раунда определялся по результатам двух матчей, а финал проводился в мае в среду, непосредственно перед финалом Лиги чемпионов УЕФА, ровно за неделю до его проведения.

### Текущий формат
| Место | Игрок                 | Голы |
| ----- | --------------------- | ---- |
| 1     | Хенрик Ларссон        | 40   |
| 2     | Клас-Ян Хюнтелар      | 34   |
| 3     | Радамель Фалькао      | 31   |
| 4     | Дитер Мюллер          | 29   |
| 4     | Младен Петрич         | 29   |
| 6     | Шота Арвеладзе        | 27   |
| 7     | Алессандро Альтобелли | 25   |
| 8     | Клаудио Писарро       | 24   |
| 9     | Юпп Хайнкес           | 23   |
| 9     | Ариц Адурис           | 23   |
| 9     | Оскар Кардосо         | 23   |
| 9     | Димитриос Салпингидис | 23   |

С сезона 2009/10 турнир был переименован в Лигу Европы УЕФА в попытке расширить турнир. Матчи Лиги Европы УЕФА играются по четвергам в игровые недели Лиги чемпионов и по средам и четвергам в недели, когда в Лиге чемпионов матчей не запланировано. В зависимости от места проведения матча он будет начинаться либо в 19:00, либо в 21:05 по европейскому времени. Формат розыгрыша таков:
- На групповой стадии существует 8 групп из четырёх команд. Каждый клуб проводит по три матча дома и на выезде, а в 1/16 финала попадают обладатели первых и вторых мест.
- Десять команд, которые не смогли преодолеть 4-й квалификационный раунд (плей-офф) Лиги чемпионов УЕФА, попадают в групповой этап Лиги Европы напрямую. Кроме того, начиная с сезона 2012/13 с группового этапа стартуют обладатели национальных кубков 6 ведущих ассоциаций согласно рейтингу УЕФА, а с сезона 2015/16 — двенадцати наряду с четырьмя командами, по одной от каждой из четырёх ведущих ассоциаций, первыми квалифицировавшимися в Лигу Европы через свой национальный чемпионат.
- До группового этапа проводится четыре отборочных раунда, число стартующих команд в каждом из которых менялось с 2009 г., дважды в 2012 и 2015 годах по утверждении УЕФА регламента проведения турнира на очередной трёхлетний цикл. В четвёртом отборочном раунде (плей-офф) добавляются 15 команд, которые не смогли преодолеть 3-й отборочный раунд Лиги чемпионов УЕФА.
- Начиная с сезона 2015/16 22 победителя раунда плей-офф проходят в групповой этап.
- В 1/16 финала попадают по две лучшие команды из 12 групп, а также восемь клубов, которые финишируют третьими в своих группах Лиги чемпионов УЕФА. 16 сильнейших команд проходят в 1/8 финала, после чего проводятся четвертьфиналы и полуфиналы.
- Финал состоит из одного поединка, который играется на нейтральном стадионе в среду в 20:45 по европейскому времени.

В сезонах 2019/20 и 2020/21 из-за ситуации, сложившейся вследствие пандемии коронавируса на ряде стадий победитель выявлялся по результатам одного матча (2 противостояния 1/8 финала, четвертьфиналы и полуфиналы в сезоне-2019/20 и квалификация в сезоне-2020/21).

### С 2021 года
В связи с вводом нового турнира — Лиги конференций — количество команд на групповом этапе сократится до 32. Изменяется схема выхода из группы: победители групповых турниров выйдут в 1/8 финала, игры которой пройдут в марте. Занявшие вторые и третьи места в группе в феврале сыграют в предварительном раунде плей-офф Лиги Европы и Лиги конференций, соответственно: вторые места с командами, занявшими третьи места в группах Лиги чемпионов — за выход в 1/8 финала Лиги Европы, третьи места с командами, занявшими вторые места в Лиге конференций — за выход в 1/8 финала Лиги конференций.

## Призовые
Как и в Лиге чемпионов УЕФА, клубы получают фиксированные призовые платежи на основе участия и результатов, которые зависят от стоимости трансляций матчей.
За сезон 2020/21 участники Лиги Европы получили следующие призовые:
- Участие в предварительном раунде: 220 000 €
- Участие в 1-м квалификационном раунде: 240 000 €
- Участие во 2-м квалификационном раунде: 260 000 €
- Участие в 3-м квалификационном раунде: 280 000 €
- Участие в 4-м квалификационном раунде: 300 000 € (только выбывшим клубам)
- Участие в групповом раунде: 2 920 000 €
- Победа в групповом раунде: 570 000 €
- Ничья в групповом раунде: 190 000 €
- Первое место в группе: 1 000 000 €
- Второе место в группе: 500 000 €
- 1/16 финала: 500 000 €
- 1/8 финала: 1 100 000 €
- 1/4 финала: 1 500 000 €
- 1/2 финала: 2 400 000 €
- Финалист: 4 500 000 €
- Победитель: 8 500 000 €

## Спонсоры
Лига Европы спонсируется семью транснациональными компаниями, текущими спонсорами турнира являются:
- Heineken
- Hankook
- Engelbert Strauss
- Enterprise Rent-A-Car
- Swissquote
- Just Eat Takeaway.com
- bwin

Adidas является вторичным спонсором и поставляет официальные мячи, так же как и для всех других соревнований под эгидой УЕФА. Компания Electronic Arts, занимающаяся разработкой игр FIFA, также является вторичным спонсором в качестве официального издателя компьютерных игр.
Также клубы могут иметь на футбольной форме рекламу, однако разрешено иметь только изображение одного спонсора, не считая логотип производителя экипировки. Если клубы играют матч в стране, где соответствующая категория спонсора ограничена (например, во Франции запрещена реклама спонсоров-производителей алкогольных напитков и азартных игр), то клубы обязаны удалить этот логотип со своих футболок.

## Трансляция
Лига Европы УЕФА привлекает обширную телевизионную аудиторию, не только в Европе, но и во всём мире. До мая 2009 года (реорганизации турнира) права на показ матчей по телевидению распространялись через футбольные клубы, что давало возможность вести трансляции совершенно разным вещателям. Полуфиналы и финалы показывали только каналы-члены Европейского вещательного союза (EBU, например, в России таким могли заниматься только «Первый канал» и холдинг ВГТРК). С розыгрыша 2009/2010 годов система распространения прав стала носить централизованный характер (начиная с группового этапа), по аналогии с Лигой чемпионов.

## Статистика
Первые 25 лет розыгрыша турнира победитель определялся по результатам двух матчей, по одному на стадионе каждого участвующего клуба. Первый финал прошёл в 1972 году, по результатам двух матчей победителем стал лондонский «Тоттенхэм Хотспур», обыгравший другой английский клуб «Вулверхэмптон Уондерерс» с общим счётом 3:2. В первом матче «Вулверхэмптон Уондерерс» потерпел домашнее поражение со счётом 1:2, а в ответной игре команды сыграли вничью 1:1.
В 1998 году был введён одноматчевый финал на нейтральном поле. Стадион для проведения финала заранее выбирается комиссией УЕФА, который должен отвечать всем нужным требованиям. В двух случаях за всю историю одноматчевых финалов, клуб-хозяин стадиона выходил в финал: в 2002 году «Фейеноорд» победил «Боруссию» Дортмунд на стадионе «Фейеноорд» в Роттердаме, и в 2005 году «Спортинг» Лиссабон проиграл ЦСКА на своём собственном стадионе «Жозе Алваладе» в Лиссабоне.
Победителем последнего розыгрыша Кубка УЕФА, до переименования его в Лигу Европы, стал «Шахтёр» Донецк, который 20 мая 2009 года победил бременский «Вердер» со счётом 2:1 на стадионе «Шюкрю Сараджоглу» в Стамбуле.
Первый в истории победитель обновлённой Лиги Европы УЕФА стал «Атлетико Мадрид», который обыграл в финале 2010 года английский «Фулхэм» со счётом 2:1 в дополнительное время на стадионе «Гамбург Арена».

## Победители

### По клубам
| Клуб                            | Победы в финале | Годы побед                               | Поражения в финале | Годы поражений   |
| ------------------------------- | --------------- | ---------------------------------------- | ------------------ | ---------------- |
| «Севилья»                       | 7               | 2006, 2007, 2014, 2015, 2016, 2020, 2023 | 0                  |                  |
| «Интернационале» (Милан)        | 3               | 1991, 1994, 1998                         | 2                  | 1997, 2020       |
| «Ювентус» (Турин)               | 3               | 1977, 1990, 1993                         | 1                  | 1995             |
| «Ливерпуль»                     | 3               | 1973, 1976, 2001                         | 1                  | 2016             |
| «Тоттенхэм Хотспур» (Лондон)    | 3               | 1972, 1984, 2025                         | 1                  | 1974             |
| «Атлетико» (Мадрид)             | 3               | 2010, 2012, 2018                         | 0                  |                  |
| «Боруссия» (Мёнхенгладбах)      | 2               | 1975, 1979                               | 2                  | 1973, 1980       |
| «Реал Мадрид»                   | 2               | 1985, 1986                               | 0                  |                  |
| «Гётеборг»                      | 2               | 1982, 1987                               | 0                  |                  |
| «Парма»                         | 2               | 1995, 1999                               | 0                  |                  |
| «Фейеноорд» (Роттердам)         | 2               | 1974, 2002                               | 0                  |                  |
| «Порту»                         | 2               | 2003, 2011                               | 0                  |                  |
| «Челси» (Лондон)                | 2               | 2013, 2019                               | 0                  |                  |
| «Айнтрахт» (Франкфурт-на-Майне) | 2               | 1980, 2022                               | 0                  |                  |
| «Манчестер Юнайтед»             | 1               | 2017                                     | 2                  | 2021, 2025       |
| «Андерлехт» (Брюссель)          | 1               | 1983                                     | 1                  | 1984             |
| «Аякс» (Амстердам)              | 1               | 1992                                     | 1                  | 2017             |
| «Байер 04» (Леверкузен)         | 1               | 1988                                     | 1                  | 2024             |
| ПСВ (Эйндховен)                 | 1               | 1978                                     | 0                  |                  |
| «Ипсвич Таун»                   | 1               | 1981                                     | 0                  |                  |
| «Наполи» (Неаполь)              | 1               | 1989                                     | 0                  |                  |
| «Бавария» (Мюнхен)              | 1               | 1996                                     | 0                  |                  |
| «Шальке 04» (Гельзенкирхен)     | 1               | 1997                                     | 0                  |                  |
| «Галатасарай» (Стамбул)         | 1               | 2000                                     | 0                  |                  |
| «Валенсия»                      | 1               | 2004                                     | 0                  |                  |
| ЦСКА (Москва)                   | 1               | 2005                                     | 0                  |                  |
| «Зенит» (Санкт-Петербург)       | 1               | 2008                                     | 0                  |                  |
| «Шахтёр» (Донецк)               | 1               | 2009                                     | 0                  |                  |
| «Вильярреал»                    | 1               | 2021                                     | 0                  |                  |
| «Аталанта» (Бергамо)            | 1               | 2024                                     | 0                  |                  |
| «Бенфика» (Лиссабон)            | 0               |                                          | 3                  | 1983, 2013, 2014 |
| «Олимпик» (Марсель)             | 0               |                                          | 3                  | 1999, 2004, 2018 |
| «Боруссия» (Дортмунд)           | 0               |                                          | 2                  | 1993, 2002       |
| «Эспаньол» (Барселона)          | 0               |                                          | 2                  | 1988, 2007       |
| «Атлетик» (Бильбао)             | 0               |                                          | 2                  | 1977, 2012       |
| «Арсенал» (Лондон)              | 0               |                                          | 2                  | 2000, 2019       |
| «Рейнджерс» (Глазго)            | 0               |                                          | 2                  | 2008, 2022       |
| «Рома» (Рим)                    | 0               |                                          | 2                  | 1991, 2023       |
| «Вулверхэмптон Уондерерс»       | 0               |                                          | 1                  | 1972             |
| «Твенте» (Энсхеде)              | 0               |                                          | 1                  | 1975             |
| «Брюгге»                        | 0               |                                          | 1                  | 1976             |
| «Бастия»                        | 0               |                                          | 1                  | 1978             |
| «Црвена звезда» (Белград)       | 0               |                                          | 1                  | 1979             |
| АЗ (Алкмар)                     | 0               |                                          | 1                  | 1981             |
| «Гамбург»                       | 0               |                                          | 1                  | 1982             |
| «Видеотон» (Секешфехервар)      | 0               |                                          | 1                  | 1985             |
| «Кёльн»                         | 0               |                                          | 1                  | 1986             |
| «Данди Юнайтед»                 | 0               |                                          | 1                  | 1987             |
| «Штутгарт»                      | 0               |                                          | 1                  | 1989             |
| «Фиорентина» (Флоренция)        | 0               |                                          | 1                  | 1990             |
| «Торино» (Турин)                | 0               |                                          | 1                  | 1992             |
| «Аустрия» (Зальцбург)           | 0               |                                          | 1                  | 1994             |
| «Бордо»                         | 0               |                                          | 1                  | 1996             |
| «Лацио» (Рим)                   | 0               |                                          | 1                  | 1998             |
| «Алавес» (Витория-Гастейс)      | 0               |                                          | 1                  | 2001             |
| «Селтик» (Глазго)               | 0               |                                          | 1                  | 2003             |
| «Спортинг» (Лиссабон)           | 0               |                                          | 1                  | 2005             |
| «Мидлсбро»                      | 0               |                                          | 1                  | 2006             |
| «Вердер» (Бремен)               | 0               |                                          | 1                  | 2009             |
| «Фулхэм» (Лондон)               | 0               |                                          | 1                  | 2010             |
| «Брага»                         | 0               |                                          | 1                  | 2011             |
| «Днепр»                         | 0               |                                          | 1                  | 2015             |

### По странам
| Страна     | Побед в финале | Поражения в финале |
| ---------- | -------------- | ------------------ |
| Испания    | 14             | 5                  |
| Англия     | 10             | 9                  |
| Италия     | 10             | 8                  |
| Германия   | 7              | 9                  |
| Нидерланды | 4              | 3                  |
| Португалия | 2              | 5                  |
| Швеция     | 2              | 0                  |
| Россия     | 2              | 0                  |
| Бельгия    | 1              | 2                  |
| Украина    | 1              | 1                  |
| Турция     | 1              | 0                  |
| Франция    | 0              | 5                  |
| Шотландия  | 0              | 4                  |
| Сербия     | 0              | 1                  |
| Венгрия    | 0              | 1                  |
| Австрия    | 0              | 1                  |